# Rivière Froide (département de l'Artibonite)
Pour les articles homonymes, voir Rivière froide (homonymie).
Ne doit pas être confondu avec Rivière Froide (département de l'Ouest).
La rivière Froide est un cours d'eau qui coule à Haïti dans le département de l'Artibonite et l'arrondissement de Gros-Morne. 

## Géographie
La rivière Froide se jette dans le golfe de la Gonâve à une vingtaine de kilomètres à l'Est de la ville de l'Anse-Rouge et à une trentaine de kilomètres à l'Ouest de la ville des Gonaïves. Elle prend sa source dans le massif de Terre Neuve.